# Madžarevič
Madžarevič je priimek več znanih Slovencev:
- Branko Madžarevič (*1947), prevajalec